# Lukas Waltl
Lukas Waltl (* 15. Dezember 1993 in Graz) ist ein österreichischer Fußballtorwart.

## Karriere

### Verein
Waltl begann seine Karriere beim SV Frohnleiten. Zur Saison 2006/07 wechselte er in die Jugend des Grazer AK, bei dem er später auch in der Akademie spielte. In der Saison 2009/10 kam er mehrmals für die Zweitmannschaft der Grazer in der Landesliga zum Einsatz und absolvierte auch eine Partie für die erste Mannschaft in der Regionalliga Mitte. Zur Saison 2010/11 wechselte er zum SK Sturm Graz, der ihn jedoch direkt für zwei Spielzeiten an den Regionalligisten SV Gleinstätten verlieh. Im Oktober 2011 kehrte er extra für ein Spiel zu den Amateuren von Sturm zurück. In zwei Spielzeiten in Gleinstätten kam er zu 44 Einsätzen in der Regionalliga, aus der er mit dem Verein am Ende der Saison 2011/12 abstieg.
Zur Saison 2012/13 kehrte er zu Sturm zurück und kam fortan für die Amateure zum Einsatz. Im Dezember 2012 stand er gegen den SC Wiener Neustadt erstmals im Profikader. Im August 2013 wurde Waltl an den Zweitligisten TSV Hartberg verliehen. Sein Debüt in der zweiten Liga gab er im selben Monat, als er am achten Spieltag der Saison 2013/14 gegen die SV Mattersburg in der Startelf stand. Bis zum Ende der Leihe kam er zu elf Zweitligaeinsätzen für den TSV. Zur Saison 2014/15 wurde er von Hartberg fest verpflichtet. Obwohl er als Stammtorwart in die Saison gestartet war, wurde er nach dem siebten Spieltag im August 2014 aufgrund disziplinärer Probleme fristlos entlassen.
Nach mehreren Monaten ohne Verein wechselte er im Jänner 2015 zum Regionalligisten TSV St. Johann. Für die Pongauer kam er zu 13 Einsätzen in der Westliga. Zur Saison 2015/16 wechselte er zum viertklassigen USV St. Anna. Mit den Südsteirern stieg er 2019 in die Regionalliga auf. Nach 16 Regionalliga- und 115 Landesligaeinsätzen für den Verein wechselte Waltl im Jänner 2020 zum Ligakonkurrenten SC Kalsdorf. Für Kalsdorf kam er in drei Jahren zu 55 Regionalligaeinsätzen.
Im Jänner 2023 wechselte Waltl zum viertklassigen SV Wildon. Dort agierte er bis zum Saisonende 2022/23 als Stammtorhüter und blieb dies auch in der nachfolgenden Spielzeit 2023/24, in der der Verein den Meistertitel fixierte. Im Sommer 2024 wurde er Torwarttrainer der Wildoner, kam jedoch gegen Ende der Saison 2024/25 auch zu zwei Regionalligaeinsätzen.

### Nationalmannschaft
Waltl absolvierte 2010 ein Spiel für die österreichische U-18-Auswahl.